# ابی دوکسیم
ابی دوکسیم (به انگلیسی: Obidoxime) یک عضو از خانوادهٔ اکسیم (oxime) است که در درمان مسمومیت با گاز اعصاب مورد استفاده قرار می‌گیرد. اکسیم‌ها داروهای شناخته شده‌ای هستند که توانایی خنثی کردن اثر سموم ارگانوفسفره‌ها را (از طریق تأثیر بر آنزیم استیل کولین استراز acetylcholinesterase یا(AChE) دارند.
آنزیم استیل کولین استراز آنزیمی است که استیل کولین را، پس از ایجاد تحریک مورد نیاز در سلول عصبی بعدی، از پایانهٔ پس سیناپسی حذف می‌کند. پس اگر این آنزیم مهار شود، استیل کولین پس از تحریک حذف نمی‌شود و تحریک‌های مکرری ایجاد می‌شوند که نتیجهٔ آن‌ها انقباضات عضله و فلج خواهد بود.
ارگانوفسفاتها (همانند گازهای اعصاب و حشره کش‌های ارگانوفسفره) مهارکننده‌های به خوبی شناخته شدهٔ استیل کولین استراز به‌شمار می‌آیند. آن‌ها به یک محل خاص در این آنزیم متصل می‌شوند و از عملکرد معمول آن با تغییر در گروهOH روی باقی‌ماندهٔ اسیدآمینهٔ سرین serine و نیز با پروتون گذاری protonating (نیتروژن کواترنری، R۴N +) در نزدیکی اتم نیتروژن واقع درباقی‌ماندهٔ اسیدآمینه هیستیدین (histidine)، جلوگیری می‌کنند.

## فعالیت
اکسیمهایی مانند ابی دوکسیم، پرالیدوکسیم pralidoxime و آسوکسیم asoxime (معروف به اچ آی سیکس یا HI-۶) به منظور بازگرداندن عملکرد آنزیم مورد استفاده قرار می‌گیرند. آن‌ها نسبت به آنزیم میل بیشتری برای باقی‌ماندهٔ فسفاتهای آلی(ارگانیک) دارند و قادر به حذف گروه فسفات، بازگرداندن گروه OH به آمینواسید سرین و تبدیل و بازگرداندن نیتروژن از شکل هیستیدین به شکل R۳N خود(نیتروژن ترشیاری یا نیتروژن عالی) هستند. نتایج حاصل از بهبودی کامل آنزیمی و ترکیبات فسفات - اکسیم در ارگانیسم (موجود زنده) از طریق ادرار حذف می‌شوند.

## عوارض جانبی
اکسیم‌هایی شبیه ابی دوکسیم دارای عوارض جانبی زیر هستند : آسیب کبدی، صدمه به کلیه، حالت تهوع، استفراغ. ولی این داروها آنتی دوتهای بسیار کارآمدی در درمان مسمومیت با گازهای عصبی محسوب می‌شوند. معمولاً درمان مسمومیت ارگانوفسفره‌ها بااستفاده از آتروپین atropine که داروی در دسترستری است آغاز می‌شود، تا از سرعت عمل سم بکاهد و زمان بیشتری برای درخواست نمودن اکسیم را در اختیار بگذارد.